# Kees Quint
Kees Quint (Wageningen, 4 oktober 1939 - Arnhem, 29 maart 2009) was een Nederlandse doelman. Hij was vanaf 1957 tot 1972 speler van FC Wageningen, en hij speelde zo'n 400 wedstrijden voor de club. Hij heeft 3 kinderen en 6 kleinkinderen. Na het faillissement van FC Wageningen heeft hij zich, tot zijn dood, nog  ontfermt over stadion De Wageningse Berg. 

## Dinsdagmorgengroep
Quint was een van de initiatiefnemers van de 'Dinsdagmorgengroep', een groep oud-spelers en supporters die één keer per week bij elkaar kwamen in het Businesshome van het stadion. Lange tijd bestond de groep uit slechts een handvol mensen, maar in 2021 sluit gemiddeld een man of 30 elke dinsdag aan voor een kopje koffie en verhalen over voetbal. Ter herinnering aan het werk dat Quint voor het behoud van het netwerk en het stadion heeft verricht, werd in 2020 een muurschildering met zijn beeltenis aangebracht naast de oude hoofdingang van het stadion.